# Data Display Debugger
Data Display Debugger (ve zkratce GNU DDD) je v informatice grafické uživatelské rozhraní, které je nadstavbou ladících nástrojů využívajících příkazový řádek, jako jsou GDB, DBX, JDB, HP Wildebeest Debugger, XDB, Perl debugger, Bash debugger, Python debugger a GNU Make debugger. DDD je část projektu GNU a je šířen jako svobodný software pod licencí GNU General Public Licence.

## Technické detaily
DDD obsahuje pokročilé funkce, jako je náhled zdrojového textu nebo zobrazení interaktivních grafických dat v podobě grafů. Pouhým kliknutím myši lze dereferencovát ukazatele nebo ukázat strukturovaný a roztříděný obsah, který je aktualizovaný po každém zastavení programu. DDD je využíván převážně v unixových systémech a jeho funkce jsou neustále vylepšovány mnoha dostupnými open source pluginy.